# Parafia św. Wojciecha w Skrzyńsku
Parafia św. Wojciecha w Skrzyńsku – jedna z 10 parafii rzymskokatolickich dekanatu przysuskiego diecezji radomskiej. 

## Historia

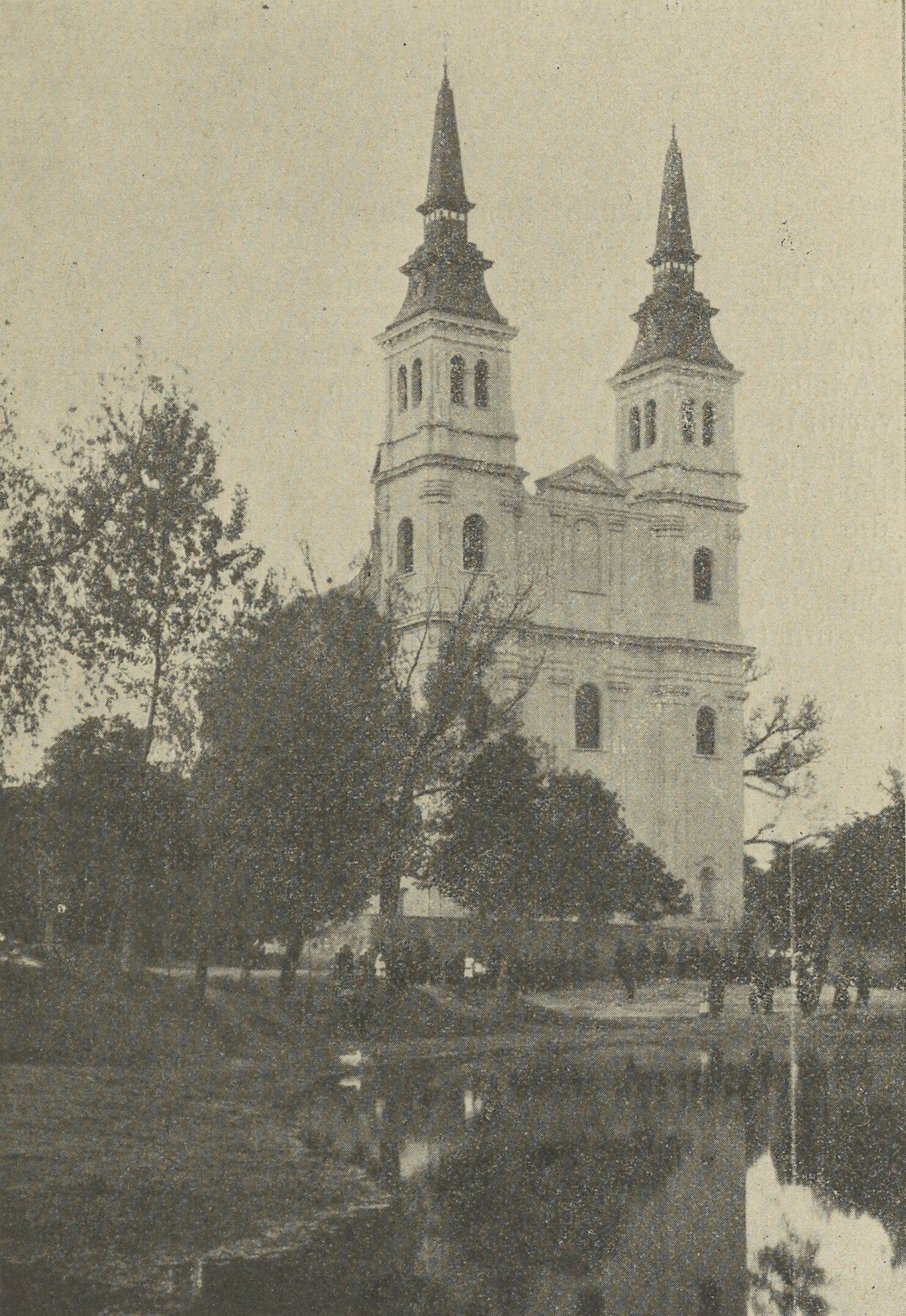
Kościół przed 1913

Pierwszy kościół w Skrzyńsku pod wezwaniem Trójcy Świętej zbudowało około 1130 roku Piotr Dunin Włostowic. On też umieścił w nim Obraz Matki Bożej, przed którym dostąpił łaski uzdrowienia (przywrócenia wzroku i mowy). Obraz namalowany jest na desce. Przedstawia Matkę Bożą z Dzieciątkiem. Należy do tablicowego malarstwa gotyckiego, grupy tzw. Madonn Piekarskich.
Obecny kościół pod wezwaniem św. Wojciecha został ufundowany przez Karola Szydłowskiego h. Lubicz w drugiej połowie XVIII wieku. Usytuowany jest na wzgórzu, przy drodze z Przysuchy do Klwowa. Wybudowany w stylu późnobarokowym, dwuwieżowy, jednonawowy. W ołtarzu głównym widnieje cudowny Obraz Matki Bożej.
Skrzyńsko jest najstarszym ośrodkiem kultu maryjnego w regionie radomskim. Żywy kult Matki Bożej Staroskrzyńskiej był i jest odpowiedzią ludzi na niezliczone łaski, jakimi są obdarowywani proszący o pomoc. Wyrazem miłości do Matki Bożej Staroskrzyńskiej oraz podziękowaniem za wymodlone dary i łaski były składane przez wiernych wota.
6 września 1998 roku Prymas Polski kardynał Józef Glemp w asyście dwudziestu biskupów i kilkuset księży oraz ponad stutysięcznej rzeszy wiernych dokonał uroczystej koronacji Wizerunku Matki Bożej Staroskrzyńskiej koronami papieskimi.

## Proboszczowie
- ks. Mieczysław Krajewski (1892–1907)
- ks. Wincenty Krawczyński (1907–1913)
- ks. Mieczysław Jankiewicz (1913–1916)
- ks. Stanisław Chatłas (1916–1920)
- ks. Jan Wolski (1920–1930)
- ks. Adolf Laurman (1931–1947)
- ks. Jan Surdacki (1948–1959)
- ks. Antoni Byczkowski (1960)
- ks. Józef Adamczyk (1960–1965)
- ks. Franciszek Socha (1965–1971)
- ks. Władysław Michałowski (1971–1972)
- ks. Władysław Stefański (1972–1995)
- ks. kan. Andrzej Szewczyk (1995–2022)
- ks. Aleksander Mańka (2022–2023)
- ks. dr  Sławomir Olak (od 2023)

## Zasięg parafii
Do parafii należą wierni z miejscowości: Beźnik, Brogowa, Dębiny, Gliniec, Janików, Klonowa, Krajów, Skrzyńsko, Wistka, Wola Więcierzowa, Zbożenna. 